# Carolina (kommun i Spanien)
Carolina är en kommun i Spanien.   Den ligger i provinsen Provincia de Jaén och regionen Andalusien, i den centrala delen av landet, 230 km söder om huvudstaden Madrid. Antalet invånare är 15 945.